# Seweryn Koń
Seweryn Koń (Severinus Konij) – kompozytor polski działający w Krakowie w połowie XVI wieku. Jego utwór instrumentalny (pozbawiony tytułu) udało się zidentyfikować w Tabulaturze Jana  z Lublina (1540). Utwór ten zapisany na stronach 113v, 114r i 114v tabulatury i jest zanotowany starszym typem niemieckiej notacji organowej, typowym dla pierwszej połowy XVI wieku. Jest to jedyny w całej tabulaturze utwór podpisany pełnym imieniem i nazwiskiem.